# Benito de Sala y de Caramany
Benito de Sala y de Caramany (Gerona, 16 de abril de 1646 - Roma, 2 de julho de 1715) foi um cardeal do século XVIII

## Biografia
Nasceu em Gerona em 16 de abril de 1646. Filho de Francisco Sala y Amat, oidor do Público da Catalunha, e de Ana de Caramany y Cella. Ele tinha um irmão mais velho, Esteban; e uma irmã, Ana María. Em catalão, seu nome está listado como Benet de Sala i de Caramany. Seu primeiro nome também está listado como Benedetto; e seu sobrenome apenas como Sala.
Ingressou na Ordem de São Bento Cassinese, no mosteiro de Nossa Senhora de Montserrat, aos doze anos, em 1658. Universidade de Barcelona, Barcelona; Colégio de San Vicente (licenciatura em teologia, 1675); Universidade de Salamanca, Salamanca (doutorado em teologia e direito canônico).
Ordenado (nenhuma informação adicional encontrada). Professor de teologia, Colégio de San Vicente , Salamanca. Definidor geral e visitador dos conventos de sua ordem na Catalunha. Abade do mosteiro de Montserrat, 1682-1684. Abade de San Pedro de la Portella e San Pablo del Campo, 1684. Abade de Santa Maria de Gerri, 1688 (?). Nomeado abade do mosteiro de Ripoll, declinou por ter sido eleito bispo de Barcelona.
Eleito bispo de Barcelona, 24 de novembro de 1698. Consagrado, 15 de março de 1699, catedral metropolitana de Tarragona, por José Llinás Aznar, O. de M., arcebispo de Tarragona, assistido por Antonio Pascual, bispo de Vic, e por (não nome encontrado). Inicialmente, em 1700, ele reconheceu Filipe V como rei da Espanha, mas logo mudou e apoiou o arquiduque Carlos da Áustria. O rei ordenou-lhe que fosse a Madrid em 17 de março de 1705, o que precipitou o seu reconhecimento oficial e explícito do arquiduque em 1706. Depois, em 4 de agosto de 1706, uma companhia de cavaleiros franceses, aprisionou-o em pleno Caminho Real. , que foi de Madrid a Alcalá, e o enviou para Bayonne; mais tarde para Bordéus; e finalmente, em 24 de março de 1707, para Avinhão. Inquisidor Geral da Espanha, 15 de maio de 1711. Foi libertado em 1712 e regressou a Barcelona em abril, mas depois exilou-se na Itália em junho de 1713. Em 1712, o arquiduque Carlos apresentou-o para a arquidiocese de Tarragona. O Papa Clemente XI concordou, mas o bispo não aceitou a promoção
Criado cardeal e reservado in pectore no consistório de 18 de maio de 1712. Após a assinatura da Paz de Utrecht, sua criação foi publicada no consistório de 30 de janeiro de 1713. Em 29 de novembro de 1714, foi a Roma para receber o barrete vermelho e o título, mas por causa de doença nunca pôde encontrar-se com o papa ou recebê-los.
Morreu em Roma em 2 de julho de 1715, às 4h, Roma. Exposto na basílica de Ss. XII Apostoli, Roma, onde ocorreu o funeral em 4 de julho de 1715, e posteriormente seu corpo foi transferido para a basílica beneditina de S. Paolo fuori le mura, Roma, e ali sepultado